# 戴秉国
戴秉国（1941年3月—），土家族，贵州印江人，中国共产党、中华人民共和国外交官及政治人物，原副国级领导人。第二届温家宝内阁分管外交的国务委员，中共第十五、十六、十七届中央委员。

## 成长背景
戴秉国出生在贫困偏僻的贵州印江的一个山村。家境贫寒的戴秉国，幼年时就开始学做农活；但父亲还是坚持让他在村里的私塾读书；中华人民共和国成立后，依靠国家助学金读完中学。1959年，戴秉国考入四川大学外语系。毕业前，受学校推荐，参加国家外交学院研究生班考试，成为被录取的50人之一。

## 外交生涯
在外交学院短暂的进修后，25岁的戴秉国被选调到中华人民共和国外交部苏联东欧司工作，开始了近半个世纪的职业外交生涯。先后担任外交部苏欧司科员，驻苏联使馆随员，外交部苏欧司副处长、处长等职。在文化大革命期间，曾被下放五七干校劳动。
1985年1月，44岁的戴秉国“大器晚成”，终获提拔，升任苏欧司副司长；一年后，接任司长。因此，戴秉国在1980年代中期，参与了中苏实现关系正常化的进程。1989年10月，被任命为驻匈牙利大使；两年后，升任外交部部长助理；1993年12月，晋升副部长。

### 红色联络官
戴秉国长期从事对苏联、东欧等前“社会主义国家”的外交事务。1995年6月，戴秉国由隶属国务院的“外交系统”转到隶属中直机关的“外联系统”，出任中共中央对外联络部副部长；同一些“红色国家”、或曾经是“共产主义阵营”国家的原执政党保持联系和沟通。1997年8月，在中共十五大召开前夕，戴秉国升任中联部部长。

### 处理朝核危机
2002年底，朝鲜半岛核危机再度爆发。2003年1月10日，朝鲜公开宣布退出《不扩散核武器条约》。为了应对危机，当年5月，戴秉国返回外交部，继续出任副部长，并担任部党委书记（至2008年4月），掛帅斡旋“朝鲜核危机”；2005年3月，接替刘华秋，兼任中央外事办主任，成为外交系统中仅次于分管外交事务的国务委员唐家璇的二号人物。
在任职期间，戴秉国一直扮演着类似“国家安全顾问”的角色，代表兼任中央外事工作领导小组组长的中共中央总书记胡锦涛处理外交大事，是中美、中日、中俄、中印战略对话的领军人物。

### 主管外交事务

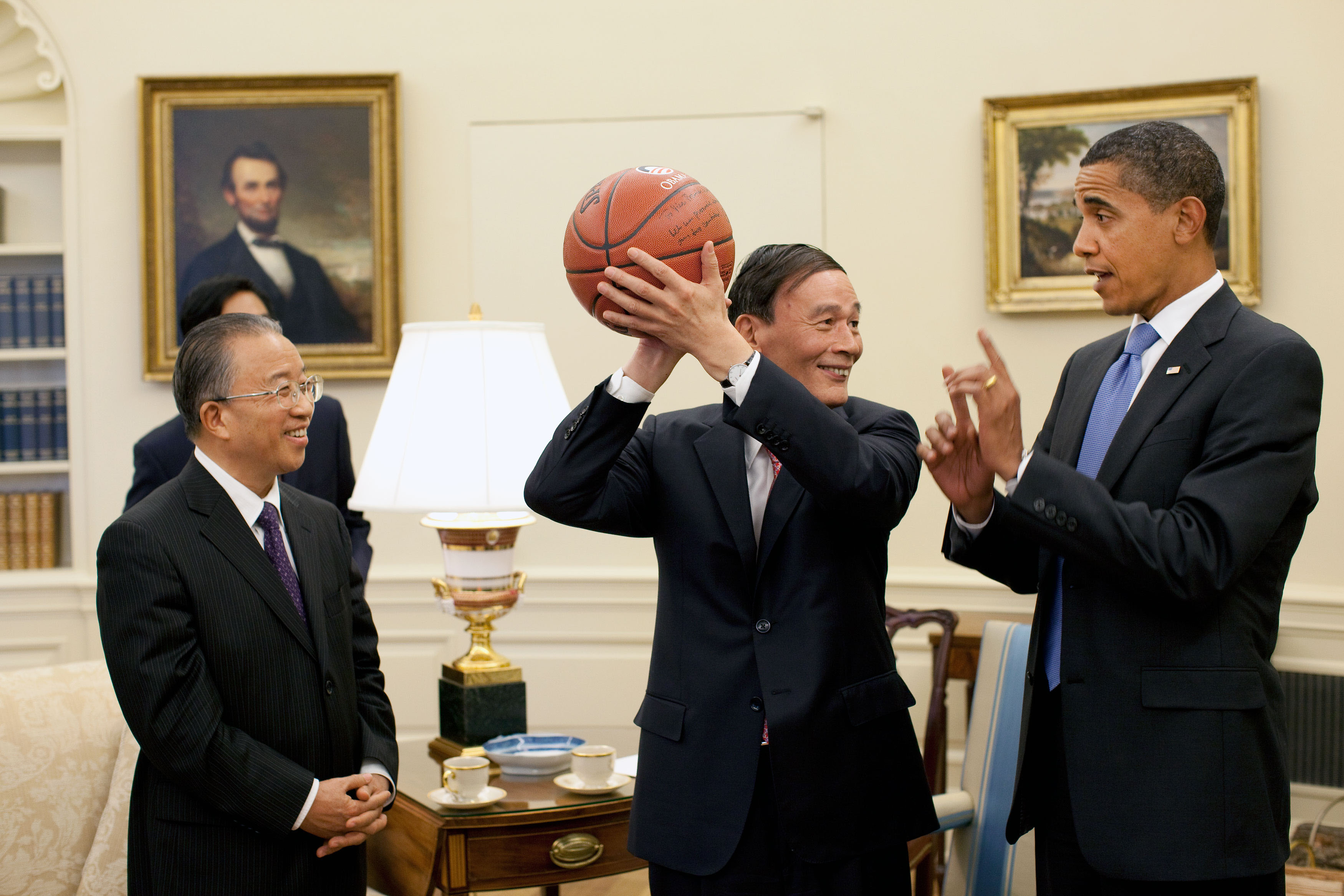
2009年7月28日首轮中美战略与经济对话后，国务院副总理王岐山（中）和戴秉国（左）在白宫椭圆形办公室接受奥巴马赠送的签名篮球。

2008年3月，在第十一届全国人民代表大会第一次会议上，戴秉国被国务院总理温家宝提名为国务委员，并继续兼任中央外事工作领导小组办公室主任和中央国家安全工作领导小组办公室主任的工作。
2009年，作為國家主席特使出席第35屆八國集團首腦會議峰會。
2012年10月7日，戴秉国在北京会见了以私人身份来访的中华民国行政院前院长谢长廷，双方就共同关心的问题交换了意见。
2013年3月，72岁的戴秉国在十二届全国人大一次会议后卸任国务委员等职务退休。

## 退休生活
2013年11月，出任暨南大学董事长。
2016年3月，在北京钓鱼台国宾馆举行的中国发展高层论坛上，他与基辛格对话，畅谈中美两国关系及未来发展趋势。
2016年3月，出版《战略对话：戴秉国回忆录》一书。
2016年5月17日，戴秉国应邀赴韩国出席第七届“亚洲领导力会议”，并发表题为“以创新思维开创亚洲美好明天”的主旨演讲。
2016年6月，在人民日报发表文章《对战略对话的几点思考》。
2016年7月，在华盛顿举行的中美智库南海问题对话会上，他又做开幕主旨演讲。
2016年9月，出席四川大学国际关系学院揭牌仪式，担任名誉院长。
2017年2月，当选全国台湾研究会第七届理事会会长。
2019年5月，出席由中国社科院承办的“全球变局下的中日关系：务实合作与前景展望”的国际学术研讨会，与日本前首相福田康夫、社科院院长谢伏瞻、日本驻华大使横井裕一道出席开幕式，并且发表主旨演讲。
2019年9月，代表国家主席习近平出席法国政府在巴黎为前总统希拉克举行的悼念活动。
2019年11月，卸任暨南大学董事长。
2020年12月，卸任全国台湾研究会会长。
2021年7月1日，出席在天安门广场上举行的庆祝中国共产党成立100周年大会。
2021年7月12日，出席在贵州贵阳开幕的以“低碳转型 绿色发展——共同构建人与自然生命共同体”为主题的2021年生态文明贵阳国际论坛。
2021年9月23日，出席四川大学国际关系学院、中国南亚研究中心和印度国防研究分析所共同主办的第四届中印高级别二轨对话开幕式。
2022年12月1日，担任江泽民同志治丧委员会委员。

## 家人
- 妻子黄浩[3]，黄镇的次女，在北京同仁医院工作
- 儿子戴希[3]，任职于商务部
  - 儿媳黄越，中央电视台(CGTN)主持人。
- 大哥戴秉华，高级工程师
- 妹妹戴秉翠，供职于贵州印江县医院。